# Saint-Priest-la-Vêtre
Saint-Priest-la-Vêtre è un comune francese di 135 abitanti situato nel dipartimento della Loira della regione dell'Alvernia-Rodano-Alpi.

## Società

### Evoluzione demografica
Abitanti censiti